# 361° (SUPER BEAVERのアルバム)
『361°』（さんびゃくろくじゅういちど）は、日本のバンド・SUPER BEAVERの3枚目のフルアルバム。2014年2月12日に [NOiD]/murffin discsから発売された。

## 概要
前作『世界が目を覚ますのなら』から10ヶ月ぶり、フルアルバムとしては『未来の始めかた』から1年7ヶ月ぶりとなるアルバム。
新ロックレーベル[NOiD] とタッグを組みリリースされた全曲未発表曲のフルアルバム。
ライヴ中に渋谷龍太(vo)が発した「あなたたちに歌ってるんじゃない。あなたに歌ってるんだ」という一言をもとに制作された一枚。

## 収録曲
| 全編曲: SUPER BEAVER。 |                        |                    |              |       |
| #                      | タイトル               | 作詞               | 作曲         | 時間  |
| 1.                     | 「→」                  | -                  | SUPER BEAVER | 0:11  |
| 2.                     | 「361°」               | 柳沢亮太           | 柳沢亮太     | 5:34  |
| 3.                     | 「あなた」             | 柳沢亮太           | 柳沢亮太     | 4:49  |
| 4.                     | 「愛の愛の」           | 柳沢亮太           | 柳沢亮太     | 4:13  |
| 5.                     | 「センチメンタル」     | 柳沢亮太           | 柳沢亮太     | 5:58  |
| 6.                     | 「×」(※読み: ばってん) | 渋谷龍太           | SUPER BEAVER | 2:57  |
| 7.                     | 「まだ」               | 柳沢亮太・渋谷龍太 | 柳沢亮太     | 3:16  |
| 8.                     | 「サイレン」           | 柳沢亮太・渋谷龍太 | 柳沢亮太     | 4:08  |
| 9.                     | 「鼓動」               | 柳沢亮太・渋谷龍太 | 柳沢亮太     | 5:15  |
| 10.                    | 「ありがとう」         | 柳沢亮太           | 柳沢亮太     | 5:23  |
| 11.                    | 「約束。」             | 柳沢亮太・渋谷龍太 | 柳沢亮太     | 6:13  |
| 合計時間:              | 合計時間:              | 合計時間:          | 合計時間:    | 47:57 |